# Kevin Garnett
Kevin Maurice Garnett, född 19 maj 1976 i Greenville i South Carolina, är en amerikansk före detta professionell basketspelare. Kevin Garnett spelade sist i Minnesota Timberwolves efter att tidigare tillbringat tolv år i Minnesota Timberwolves, därefter sex år i Boston Celtics och två år i Brooklyn Nets i NBA. Han är känd som en av de mest mångsidiga spelarna i NBA:s historia och en av de bästa försvarsspelarna som någonsin spelat i NBA.

## Basketkarriär
Kevin Garnett var under sin high school-karriär en framträdande spelare och snittade 25.2 poäng (66.8 FG%), 17.9 returer, 6.7 assister och 6.5 blockar per match under sin high school-karriär. Han gjorde under denna period sammanlagt 2533 poäng, 1807 returer och 739 blockar. På grund av hans dominanta spel i high school valde Garnett att skippa college och gå direkt till NBA och blev därmed den första spelare att göra detta på 20 år. Han draftades 1995 års första runda, som det 5:e valet av Minnesota Timberwolves.
Under sina tolv säsonger i Minnesota Timberwolves lyckades Garnett leda laget till slutspelet åtta säsonger i följd och blev utnämnd till en all-star tio gånger. 2003-2004 säsongen var den mest framgångsrika i Timberwolves historia, då Garnett ledde laget till western conference finalen och blev utsedd till NBA:s mest värdefulla spelare. Han är än idag den spelare som gjort flest poäng, returer, assister, steals and blockar för Minnesota Timberwolves.
Efter Minnesota Timberwolves missade slutspelet för tredje året i följd blev han 2007 bortbytt till Boston Celtics. Väl i Celtics blev det succé direkt och Garnett ledde laget till deras första NBA-titel sedan 1986. Han blev utsedd till ligans bästa defensiva spelare och var den största anledningen till att Celtics det året lyckades vinna 42 fler matcher än säsongen innan, vilket är ett NBA-rekord. År 2010 nådde Garnett finalen igen men förlorade där i den sjunde och avgörande matchen mot Lakers. 
Efter sex säsonger i Boston Celtics så valde organisationen att satsa ungt och "bygga om" vilket ledde till att Garnett byttes till Brooklyn Nets år 2013. 
I september 2016 meddelade Garnett officiellt att han avslutar sin karriär.
Meriter
- NBA-mästare: 2008
- NBA:s mest värdefulla spelare: 2004
- Årets defensiva spelare i NBA: 2008
- Olympisk guldmedalj: 2000
- Allstar matchens MVP: 2003
- Allstar: 15 gånger (1997, 1998, 2000, 2001, 2002, 2003, 2004, 2005, 2006, 2007, 2008, 2009, 2010, 2011, 2013)
- All-NBA team: 9 st
- All-Defensive team: 12 st